# Paryż 2010: Wielka powódź
Paryż 2010: Wielka powódź – francuski film katastroficzny z roku 2006.

## Obsada
- Georges Martin-Censier – Pierre Giraud
- Fabien Lucciarini – Eric Morin
- Christophe Girard – Alain Frot
- Philippe de Vallerin – Francis Drouet
- Tanja Czichy – Anja Krüger
- Catherine Zavlav – Suzi Briand
- Yvonnick Muller – Martin Briand